# Фелікс Бваля
Фелікс Бваля (англ. Felix Bwalya; 21 грудня 1967 — 23 грудня 1997) — замбійський боксер, чемпіон Всеафриканських ігор.

## Аматорська кар'єра
На чемпіонаті Східної та Центральної Африки 1989 завоював золоту медаль.
На Всеафриканських іграх 1991 завоював золоту медаль, здолавши у фіналі Рашида Матумла (Танзанія).
На Олімпійських іграх 1992 програв у першому бою Рашиду Матумла (Танзанія).

## Професіональна кар'єра
17 липня 1993 року дебютував на професійному рингу. В дев'ятому бою завоював вакантний титул чемпіона Африки у першій напівсередній вазі. 22 квітня 1997 року у Лондоні в бою за вакантний титул чемпіона Співдружності у першій напівсередній вазі зазнав першої поразки за очками від Бернарда Пола (Велика Британія).
13 грудня 1997 року у Лусаці знов вийшов на бій за титул чемпіона Співдружності проти британця Пола Берка, який відібрав звання чемпіона у Бернарда Пола. Бваля домінував у перших раундах. Починаючи з сьомого раунду, послабив тиск і дозволив Берку скоротити розрив в очках. В останніх трьох раундах Бваля тричі побував у нокдауні. Він був на канвасі після третього нокдауну, коли пролунав останній гонг, і йому допоміг підвестися рефері. Рефері, що був єдиним суддею бою, виніс суперечливий вердикт, що Бваля переміг за очками 107-105, ставши новим чемпіоном. Команда Берка була не згодна з таким рішенням і збиралася оскаржити результат у Боксерській раді Співдружності, щоб претендувати на перемогу технічним нокаутом.
Після бою Бваля пішов на дводенну випивку, щоб відсвяткувати свою перемогу з друзями. Після скарг на сильний головний біль близько 02:00 вранці 16 грудня його доставили в університетську навчальну лікарню, де пізніше він впав у кому і був переведений до реанімації. Пізніше його відвідали президент Замбії Фредерик Чілуба та міністр спорту Вільям Гаррінгтон. Берк також відвідав Бваля і висловив жаль, що його стан загрожує життю. 23 грудня, через два дні після свого тридцятиріччя, Бваля помер від травм голови, отриманих під час останнього бою.